# Liste der denkmalgeschützten Objekte in Zwischenwasser
Die Liste der denkmalgeschützten Objekte in Zwischenwasser enthält die 13 denkmalgeschützten, unbeweglichen Objekte der Gemeinde Zwischenwasser.

## Denkmäler
| Foto |                 | Denkmal                                                                    | Standort                                        | Beschreibung | Metadaten |
| ---- | --------------- | -------------------------------------------------------------------------- | ----------------------------------------------- | --- | --- |
| ja   | Datei hochladen | Wohnhaus, ehem. Armenhaus HERIS-ID: 111326 Objekt-ID: 129133seit 2012      | Arkenstraße 44 Standort KG: Zwischenwasser      | Das ehemalige Armenhaus, auch als „Arkahus“ bezeichnet, wurde 1871 erbaut und von Nonnen der Barmherzigen Schwestern geführt. Von 1898 bis 1938 war darin außerdem eine einklassige Mädchenschule untergebracht. 1942 wurde die Altenpflege durch die Barmherzigen Schwestern beendet. In den folgenden Jahrzehnten wurde das Gebäude für verschiedene Zwecke benutzt und stand schließlich für einige Jahre leer. Von 2012 bis 2021 wurde es durch die VOGEWOSI zu einem modernen Mietshaus mit sechs Wohnungen umgebaut. | BDA-Hist.: Q37823219 Status: Bescheid Stand der BDA-Liste: 2025-06-30 Name: Wohnhaus, ehem. Armenhaus GstNr.: 476/2 Armenhaus (Zwischenwasser)                            |
| ja   | Datei hochladen | Kath. Pfarrkirche hl. Fidelis, Muntlix HERIS-ID: 56278 Objekt-ID: 65473    | Fidelisgasse 5 Standort KG: Zwischenwasser      | Die römisch-katholische Pfarrkirche von Muntlix, ein nach Norden orientierter Rechteckbau mit flachem Satteldach und freistehendem Kirchturm, wurde in den Jahren 1958 bis 1962 nach Plänen von Franz Magloth und Norbert Ender gebaut und 1962 geweiht. | BDA-Hist.: Q24256750 Status: § 2a Stand der BDA-Liste: 2025-06-30 Name: Kath. Pfarrkirche hl. Fidelis, Muntlix GstNr.: .437 Pfarrkirche Muntlix                           |
| ja   | Datei hochladen | Kapelle hll. Petrus und Paulus HERIS-ID: 56151 Objekt-ID: 65188            | Furx 19 Standort KG: Zwischenwasser             | Die kleine rechteckige Kapelle mit einem Glockendachreiter wurde 1728 erweitert und 1868 restauriert. Auf dem Altaraufsatz des späten 18. Jahrhunderts steht eine Gnadenmadonna von Einsiedeln. | BDA-Hist.: Q38070182 Status: § 2a Stand der BDA-Liste: 2025-06-30 Name: Kapelle hll. Petrus und Paulus GstNr.: .288 Kapelle hll Petrus und Paulus (Zwischenwasser)        |
| ja   | Datei hochladen | Kapelle Mariahilf HERIS-ID: 56397 Objekt-ID: 65818                         | Grätscha 1 Standort KG: Zwischenwasser          | Die Kapelle wurde im Jahr 1654 erbaut und 1798 vergrößert. An den fünfjochigen Gebetsraum schließt ein eingezogener Chor mit Kreuzgratgewölbe an. Der Turm mit einem Giebelspitzhelm wurde erst 1820 errichtet. Der neoromanische Hochaltar entstand 1897; die beiden Seitenaltäre stammen zum Teil noch aus dem 18. Jahrhundert. | BDA-Hist.: Q38071950 Status: § 2a Stand der BDA-Liste: 2025-06-30 Name: Kapelle Mariahilf GstNr.: .67 Kapelle Mariahilf (Zwischenwasser)                                  |
| ja   | Datei hochladen | Kath. Pfarrkirche hl. Johannes d. T. HERIS-ID: 56086 Objekt-ID: 65073      | Kirchstraße 14 Standort KG: Zwischenwasser      | Von 1921 bis 1923 wurden nach den Plänen des Architekten Clemens Holzmeister eine Kirche erbaut, welche 1932 zur Pfarrkirche erhoben wurde. | BDA-Hist.: Q27334009 Status: § 2a Stand der BDA-Liste: 2025-06-30 Name: Kath. Pfarrkirche hl. Johannes d. T. GstNr.: .311 Pfarrkirche Hl. Johannes der Täufer (Batschuns) |
| ja   | Datei hochladen | Ansitz Weißenberg, Batschunser Schlößchen HERIS-ID: 33394 Objekt-ID: 30864 | Laternser Straße 34 Standort KG: Zwischenwasser | Der Ansitz Weißenberg unterhalb von Batschuns wurde bereits vor 1601 durch Feldkircher Patrizier erbaut. Seit 1802 befindet er sich in bäuerlichem Besitz. Der dreigeschoßige Wohntrakt unter einem Satteldach und die Wirtschaftsgebäude bilden ein reizvolles Ensemble. | BDA-Hist.: Q37952063 Status: Bescheid Stand der BDA-Liste: 2025-06-30 Name: Ansitz Weißenberg, Batschunser Schlößchen GstNr.: .52 Ansitz Weißenberg                       |
| ja   | Datei hochladen | Kapelle HERIS-ID: 82798 Objekt-ID: 96643                                   | Morsch Standort KG: Zwischenwasser              | Die kleine Kapelle in ausgeprägter Hanglage mit einem Glockenturm wurde im Jahr 1978 renoviert. | BDA-Hist.: Q38179304 Status: § 2a Stand der BDA-Liste: 2025-06-30 Name: Kapelle GstNr.: .287 Kapelle in Morsch (Zwischenwasser)                                           |
| ja   | Datei hochladen | Kath. Pfarrkirche hl. Josef HERIS-ID: 56157 Objekt-ID: 65195               | Oberberg 1 Standort KG: Zwischenwasser          | Das Langhaus und der Chor stehen unter einem gemeinsamen Satteldach. Die Westfront hat ein Vorzeichen. Im Süden des Chores ist eine eingeschoßige Sakristei angebaut, im Norden des Chores der Nordturm. Südlich am Langhaus steht eine Seitenkapelle mit einer Giebelfassade und eigenem Portal. | BDA-Hist.: Q27430483 Status: § 2a Stand der BDA-Liste: 2025-06-30 Name: Kath. Pfarrkirche hl. Josef GstNr.: .146 Pfarrkirche Dafins                                       |
| ja   | Datei hochladen | Wegkapelle hl. Sebastian HERIS-ID: 56279 Objekt-ID: 65474                  | Obere Gasse 40 Standort KG: Zwischenwasser      | | BDA-Hist.: Q38071086 Status: § 2a Stand der BDA-Liste: 2025-06-30 Name: Wegkapelle hl. Sebastian GstNr.: .1 Kapelle hl. Sebastian (Zwischenwasser)                        |
| ja   | Datei hochladen | Kapelle auf den Stöcken HERIS-ID: 56087 Objekt-ID: 65074                   | Stöck 1 Standort KG: Zwischenwasser             | Die bereits 1710 anlässlich des Visitationsrezess des Bischofs Ulrich von Chur urkundlich erwähnte Kapelle mit einem offenen Vorbau wurde im Jahr 1877 restauriert und im Jahr 2014 erneut saniert. | BDA-Hist.: Q38069941 Status: § 2a Stand der BDA-Liste: 2025-06-30 Name: Kapelle auf den Stöcken GstNr.: .211                                                              |
| ja   | Datei hochladen | Kapelle hl. Josef HERIS-ID: 56088 Objekt-ID: 65075                         | Suldis 12a Standort KG: Zwischenwasser          | Die Kapelle mit einem Glockendachreiter wurde von 1851 bis 1854 erbaut. | BDA-Hist.: Q38069949 Status: § 2a Stand der BDA-Liste: 2025-06-30 Name: Kapelle hl. Josef GstNr.: .90 Kapelle hl. Josef (Suldis)                                          |
| ja   | Datei hochladen | Kapelle hl. Wendelin HERIS-ID: 56150 Objekt-ID: 65187                      | Wendelinsgasse 21 Standort KG: Zwischenwasser   | Die Kapelle zum heiligen Wendelin wurde 1724 erbaut und erhielt 1750 ihren Nordturm mit achteckigem Obergeschoß. Der Hochaltar enthält eine Figur der Maria mit dem Kind aus der Zeit um 1630. | BDA-Hist.: Q38070170 Status: § 2a Stand der BDA-Liste: 2025-06-30 Name: Kapelle hl. Wendelin GstNr.: .113 Kapelle Hl Wendelin (Buchebrunnen)                              |
| ja   | Datei hochladen | Frödisch-Klause, Klausmauer HERIS-ID: 88858 Objekt-ID: 103445              | Standort KG: Zwischenwasser                     | | BDA-Hist.: Q37728085 Status: § 2a Stand der BDA-Liste: 2025-06-30 Name: Frödisch-Klause, Klausmauer GstNr.: 2047, 2048                                                    |